# Erom Cordeiro
Erom Cordeiro (ur. 19 maja 1977 r. w Maceió, w stanie Alagoas) – brazylijski aktor teatralny, filmowy i telewizyjny.
Urodził się i dorastał w Maceió, gdzie w 1992 r. uczył się aktorstwa na Universidade Federal de Alagoas. W 1993 r. debiutował na scenie w sztuce Przebudzenie wiosny Franka Wedekinda. Wystąpił potem w ponad 25 spektaklach, w tym m.in. w Makbecie. W 1999 r. ukończył studia na wydziale aktorskim Universidade Federal do Rio de Janeiro (UNIRIO).
Po występie w telenoweli Malhação (Centrum, 1998), zagrał homoseksualistę Zecę w telenoweli Rede Globo Ameryka (América, 2005).

## Wybrana filmografia

### telenowele
- 1998: Malhação (Centrum) jako Ângelo
- 2001: Anita (Presença de Anita) jako Sprzedawca popcornu
- 2002: Studenckie serca (Coração de Estudante) jako Student
- 2004: Twoje oczy (Seus Olhos) jako Beto
- 2005: Ameryka (América) jako Zeca
- 2006: Zdecydowana – Serial (Avassaladoras – A Série) jako Sérgio
- 2006: Malhação (Centrum) jako Wagner
- 2007: Zakazane namiętności (Paixões Proibidas) jako Joaquim Dias
- 2008: Zemsta (Vingança) jako Miguel
- 2008: Rewelacja (Revelação) jako Dowódca Xavier
- 2011: Niewidzialna kobieta (A Mulher Invisível) jako Rolando
- 2011: Ukąszenia i udary (Morde & Assopra) jako Francisco
- 2012: Miłość, wieczna miłość  (Amor Eterno Amor) jako Tobias da Silva
- 2013: Malhação (Centrum) jako João Luiz
- 2014: Imperium (Império) jako Fernando

### filmy fabularne
- 2008: Seks z miłości? (Sexo com Amor?) jako Fernando
- 2008: Universalove jako João / Pedro
- 2009: Niektóre nazwy niemożliwe (Alguns Nomes do Impossível)
- 2011: Heleno jako Alberto
- 2011: Klaun (O Palhaço) jako Robson Félix
- 2012: Sztuczne raje (Paraísos Artificiais) jako Carlão